# Zlatko Dračić
Zlatko Dračić (Zagreb, 17 november 1940) is een Joegoslavisch voetballer. Hij stond in het seizoen 1969–1970 onder contract bij PEC Zwolle. Het seizoen erna kwam hij uit voor het Belgische KSV Sottegem.

## Carrièrestatistieken
| Seizoen         | Club            | Land            | Competitie      | Competitie | Competitie | Beker | Beker | Internationaal | Internationaal | Overig | Overig | Totaal | Totaal |
| Seizoen         | Club            | Land            | Competitie      | Wed.       | Dlp.       | Wed.  | Dlp.  | Wed.           | Dlp.           | Wed.   | Dlp.   | Wed.   | Dlp.   |
| --------------- | --------------- | --------------- | --------------- | ---------- | ---------- | ----- | ----- | -------------- | -------------- | ------ | ------ | ------ | ------ |
| 1969/70         | PEC             | Nederland       | Tweede divisie  | –          | 10         | 1     | 0     | 0              | 0              | 0      | 0      | –      | 10     |
| 1970/71         | KSV Sottegem    | België          | Tweede klasse   | –          | –          | –     | –     | 0              | 0              | 0      | 0      | –      | –      |
| Carrière totaal | Carrière totaal | Carrière totaal | Carrière totaal | –          | –          | –     | –     | 0              | 0              | 0      | 0      | –      | –      |